# Dalton-törvény
Dalton törvénye szerint egy gázelegy össznyomása egyenlő az egyes összetevők parciális nyomásának összegével. Ezt az empirikus törvényt John Dalton 1801-ben állította fel mérései alapján, és a tökéletes (ideális) gázokra érvényes.
Matematikailag: n számú gáz elegyének P nyomását az alábbi összeggel lehet kifejezni:

{\displaystyle P=P_{1}+P_{2}+\cdots +P_{\mathrm {n} }}

ahol {\displaystyle P_{1},\ P_{2},\cdots \ P_{\mathrm {n} }} jelenti ez egyes komponensek parciális nyomását. A törvény azzal a feltételezéssel igaz, hogy a komponensek nem lépnek kémiai reakcióba egymással.
Ha a Dalton-törvényt a Boyle–Mariotte-törvénnyel és az Avogadro-törvénnyel vetjük egybe, arra a következtetésre jutunk, hogy a tökéletes gázok elegyeiben egy gáz parciális nyomásának és az össznyomásnak a viszonya egyenlő a móltörtjével.
{\displaystyle \ P_{\mathrm {i} }=Px_{\mathrm {i} }}
ahol {\displaystyle x_{\mathrm {i} }\ } az elegy i-edik komponensének a móltörtje.
Az alábbi összefüggés lehetőséget ad bármelyik egyedi gázkomponens térfogat-koncentrációjának meghatározására:
{\displaystyle P_{\mathrm {i} }={\frac {Pc_{\mathrm {i} }}{1\,000\;000}}}
ahol: {\displaystyle c_{\mathrm {i} }\ } az i-edik komponens koncentrációja ppm-ben kifejezve.
A Dalton-törvényt nem teljesen követik a reális – a valóságban előforduló – gázok. Az eltérés nagyobb nyomásoknál jelentős. Ilyen esetekben a molekulák által elfoglalt hely szignifikánssá válik ahhoz képest, hogy mennyi az üres hely közöttük. Ezen kívül a molekulák közötti kis átlagos távolság megnöveli a molekulák közötti erőket.